# الثوج
الثوج؛ هو خرجٌ كبير مصنوع من السعف، يستعمل لحمل البضائع على ظهور الحمير، يصنع في المناطق الزراعية والجبلية.من مسمياته المحلية أيضًا الشق.

## مواصفاته
يتصف الثوج بالآتي:
- سعف مجدول تسمى (السفة).
- له جانبات متناظران يملآن بتساو لتحقيق التوازن على ظهر الحمار.
- له مقابض مصنوعة من حبال الليف.[2]

## أنواعه
للثوج ثلاثة أنواع:
- النوع الأكبر الذي يصل طوله إلى مترين، يستعمل لنقل البسر إلى التركبة والأسمدة من حظائر الحيوانات.
- نوع يصل طوله إلى ١٥٠ سم، يستعمل لنقل الرمل والصاروج والحصى
- نوع يصل طوله إلى ١٢٠ سم، يستعمل لنقل التراب.[2][3]